# Raimundo Lúlio
Raimundo Lúlio ou Raimundo Lulo (em catalão Ramon Llull; em espanhol,  Raimundo Lulio; em latim, Raimundus ou Raymundus Lullus; em árabe,  رامون لیول ) foi o mais importante escritor, filósofo, poeta, missionário e teólogo da língua catalã. Foi um prolífico autor também em árabe e latim, bem como em langue d'oc (occitano). É beato da Igreja Católica.
Lúlio é uma das figuras mais fascinantes e avançadas dos campos espiritual, teológico e literário da Idade Média.
Foi um leigo próximo aos franciscanos. Talvez tenha pertencido à Ordem Terceira dos Frades Menores. Fez parte da corte de Jaime I em Maiorca, foi amigo do futuro rei Jaime II de Maiorca e, segundo seu relato, levava uma vida libertina de jogral, até que, por volta de 1265, teve visões místicas e fez uma conversão a uma vida de contemplação, iniciando seus estudos em línguas estrangeiras e teologia. 
Era conhecido em seu tempo pelos apelidos de Arabicus Christianus (árabe cristiano), Doctor Inspiratus (Doutor Inspirado) ou Doctor Illuminatus (Doutor Iluminado), embora não seja um dos 36 Doutores da Igreja Católica.
Dedicou-se ao apostolado entre os muçulmanos.
Além de ser o primeiro autor a utilizar uma língua neolatina para expressar conhecimentos filosóficos, científicos e técnicos, destacou-se por uma aguda percepção que o permitiu antecipar muitos conceitos e descobrimentos. Lúlio foi o criador do catalão literário, possuindo um elevado domínio da língua e tendo sido seu primeiro novelista.
Em alguns de seus trabalhos, propôs métodos de escolha que foram redescobertos, séculos mais tarde, por Condorcet (século XVIII).
Influiu em Nikolaus von Kues, Giovanni Pico della Mirandola, Francisco Ximenes de Cisneros, Heinrich Kornelius Agrippa von Nettesheim, Giordano Bruno, Gottfried Wilhelm Leibniz, John Dee e Jacques Lefèvre D'Etaples.

## História
Nasceu em Palma de Maiorca, pouco tempo após a conquista de Maiorca pelo rei dom Jaime I de Aragão. Não se sabe a data exata do seu nascimento, mas calcula-se que ocorreu entre fins de 1232 e começos de 1233. Ramon era filho de uma família de boa situação financeira: seus pais eram Ramon Amat Llull e Isabel d'Erill.
Segundo Umberto Eco, o lugar do nascimento foi determinante para Llull, pois Maiorca era uma encruzilhada, na época, das três culturas: cristã, islâmica e judaica, até o ponto de que a maior parte de suas 280 obras conhecidas terem sido escritas inicialmente em árabe e catalão.
Casou-se com 22 anos com Blanca Picany, da qual teve dois filhos: Domingos e Madalena. Mais tarde, em 1262, tornou-se terciário franciscano. Em 1275, depois de uma experiência mística, da qual saiu com o duplo propósito de preparar-se para o magistério e para dedicar-se à conversão dos infiéis e em vista das insistentes queixas de sua esposa, abandonou definitivamente a família.

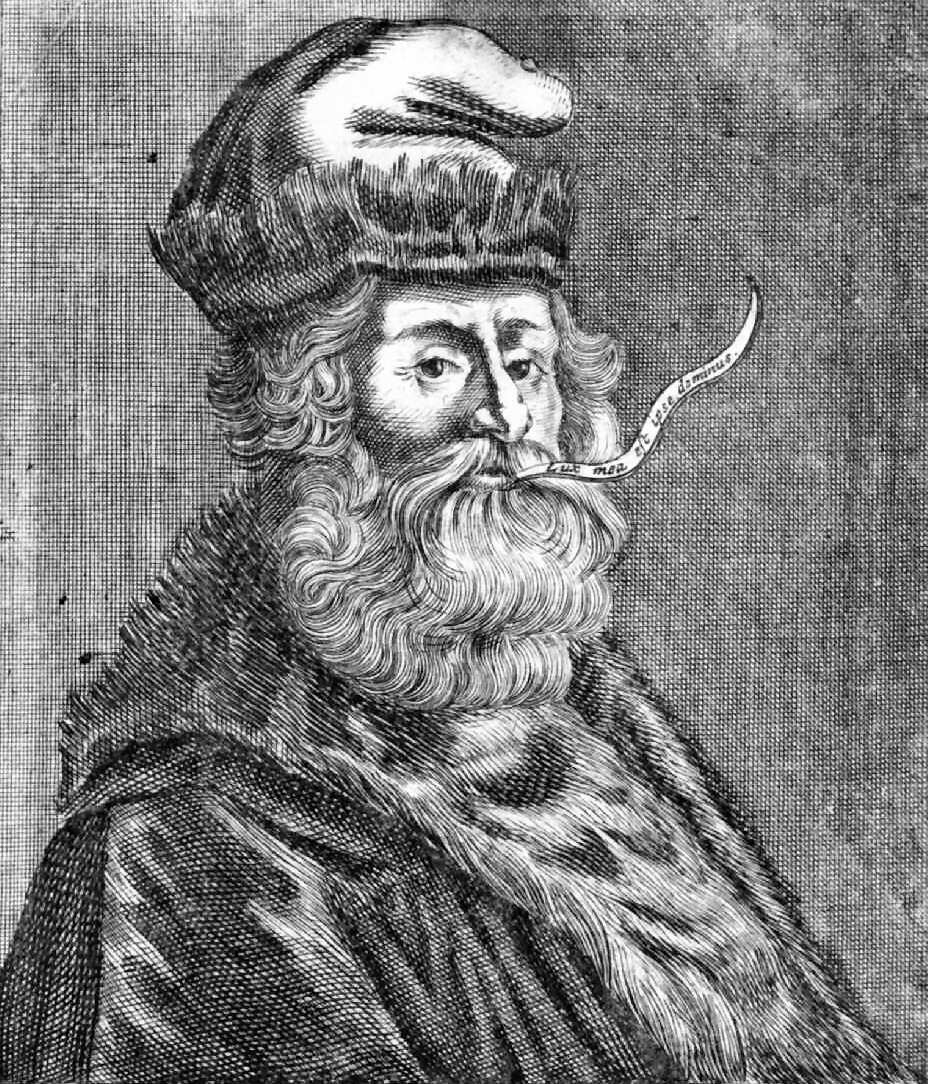
Raimundo Lúlio

De família cristã, Lúlio conviveu com muçulmanos e judeus em Maiorca. Converteu-se definitivamente ao cristianismo em 1263 — ano da famosa Disputa de Barcelona entre o rabino Mosé ben Nahman de Girona, notável teólogo judeu, e o dominicano Pau Cristià, um judeu convertido. Nessa disputa, foi utilizado o procedimento de partir das argumentações do livro revelado do opositor. A partir dessa época, os apologetas cristãos passaram a estudar em profundidade os textos islâmicos e judeus.
Mas Lúlio seguiu uma outra vertente. Em seu diálogo inter-religioso, motivado pela tentativa missionária de conversão do "infiel", preferia partir do que chamava de "razões necessárias". É o que desenvolve, por exemplo, em O Livro do Gentio e dos Três Sábios (1274-1276). 
Posteriormente, criaria uma forma de argumentação baseada na automatização do pensamento. Por volta de 1275, ele concebeu um método, publicado pela primeira vez, na sua totalidade, em Ars generalis ultima ou Ars magna ("Grande Arte"), de 1305. Tal método resultava da combinação de atributos religiosos e filosóficos selecionados de várias listas. Acredita-se que, para escrever essa obra, Lúlio se tenha inspirado em um dispositivo denominado zairja, usado pelos astrólogos árabes.
Uma das suas preocupações foi a ética cristã e o ideal cavaleiresco que o levou a escrever o Livro da Ordem de Cavalaria.
Com a descoberta, em 2001, de seus manuscritos perdidos, Ars notandi, Ars eleccionis e Alia ars eleccionis, Llull recebe crédito por ter descoberto a contagem de Borda e o critério de Condorcet, propostos por Jean-Charles de Borda e Nicolas de Condorcet séculos depois. Os termos "vencedor de Llull" e "perdedor de Llull" são ideias em estudos de sistemas de votação contemporâneos que são nomeados em homenagem a Llull, que inventou o mais antigo método Condorcet conhecido em 1299. Também, Llull é reconhecido como um pioneiro da teoria computacional, especialmente devido à sua grande influência em Gottfried Leibniz. Os sistemas de Llull de organizar conceitos usando dispositivos como árvores, escadas e rodas foram analisados como sistemas de classificação.

## Morte
Em 1314, aos 82 anos, Llull viajou novamente para o norte da África, onde foi apedrejado por uma multidão enfurecida de muçulmanos em Túnis. Os mercadores genoveses o levaram de volta a Maiorca, onde ele morreu em casa em Palma no ano seguinte. Embora a data tradicional de sua morte tenha sido em 29 de junho de 1315, seus últimos documentos, que datam de dezembro de 1315, e pesquisas recentes apontam para o primeiro trimestre de 1316 como a data de morte mais provável.
Pode ser documentado que Llull foi enterrado na Igreja de São Francisco em Maiorca.
Riber afirma que as circunstâncias de sua morte permanecem um mistério. Zwemer, um missionário e acadêmico protestante, aceitou a história do martírio, assim como William Turner, escrevendo na Enciclopédia Católica. Bonner dá como razão para a viagem de Lúlio a Túnis a informação de que seu governante estava interessado no cristianismo - informações falsas dadas aos reis da Sicília e de Aragão e retransmitidas a Llull.
Sua festa litúrgica foi designada a 30 de junho e é celebrada pela Terceira Ordem de São Francisco.

## Obras
Escreveu mais de duzentas e cinquenta obras em catalão, árabe e latim.
- Livro da Ordem de Cavalaria (c.1274-1276)[14]
- O Livro das Bestas (c. 1289-1294)[15][16]
- O Livro do Amigo e do Amado[17]
- Vida Cetânea (1311)[18]
- O Livro da Lamentação da Filosofia (1311)[19]
- Do Nascimento do Menino Jesus[20]
- O Livro do Gentio e dos Três Sábios (1274-1276)
- Doutrina para Crianças (c. 1274-1276)[21]
- O Livro dos Mil Provérbios
- Félix, Ou o Livro das Maravilhas
- Escritos Antiaverroitas (1309-1311)

Por volta do século XV, um corpo apócrifo de textos foi-lhe atribuído, formando um conjunto pseudo-luliano que o associava à alquimia e a Arnaldo de Vilanova. Não há evidências históricas de alguma relação entre Lúlio e Vilanova, suas ideias eram diferentes e até mesmo opostas. Em suas obras, Lúlio não aprovava a alquimia.

## Citações
| “ | Natal Adoro o Menino abençoado, Deus e homem, a sua divindade, a sua humanidade e todo o bem que há nele, já que a ele toda adoração objetiva e, finalmente, deve ser endereçada. Adoro nele a soberana bondade, a soberana grandeza e todas as demais qualidades incriadas; e, sendo ele homem, adoro também essas mesmas qualidades tal como foram criadas; e como todas as coisas foram feitas por ele, adoro o seu entendimento, e a sua boa vontade adoro, e qualquer outra ação sua; e a ele ofereço toda a minha inteligência, todo o meu poder e todo o meu agir, e, se mais pudesse, mais diria para a sua glória e a sua honra. Adoro o Menino que há de sofrer a paixão, há de ser sepultado e há de ressuscitar no terceiro dia, e com toda a glória dele adoro também a bem-aventurada Virgem sua sacratíssima Mãe. | ” |
|   | — Raimundo Lúlio, Do nascimento do Menino Jesus. |   |